# 百受
宗室百受（1654年—1691年）、百受、百綬，愛新覺羅氏，清朝皇室、軍事將領。

## 生平
康熙七年（1668年），封爵鎮國公。二十五年（1686年），緣事革去鎭國公授三等鎮國將軍。二十七年（1688年）二月，緣事革去三等鎭國將軍。三十年（1691年）九月初四日卒，年三十八歲。

## 家族
- 高祖父：清太祖
- 曾祖父：阿巴泰
- 祖父：博和託
- 父：彰泰
- 弟：屯珠、明瑞
- 子：文昭